# Bender

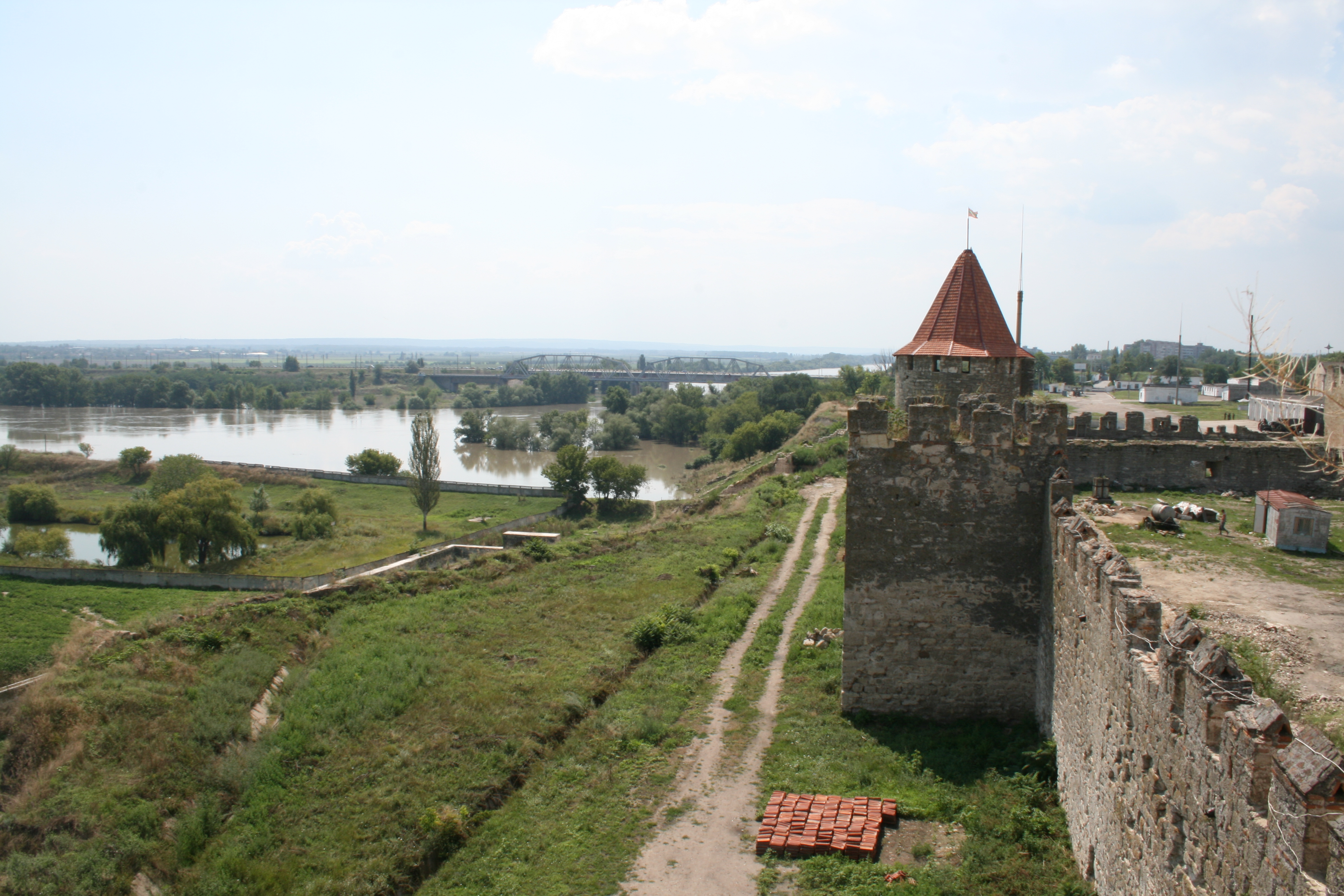
Fortalesa de Bendery.

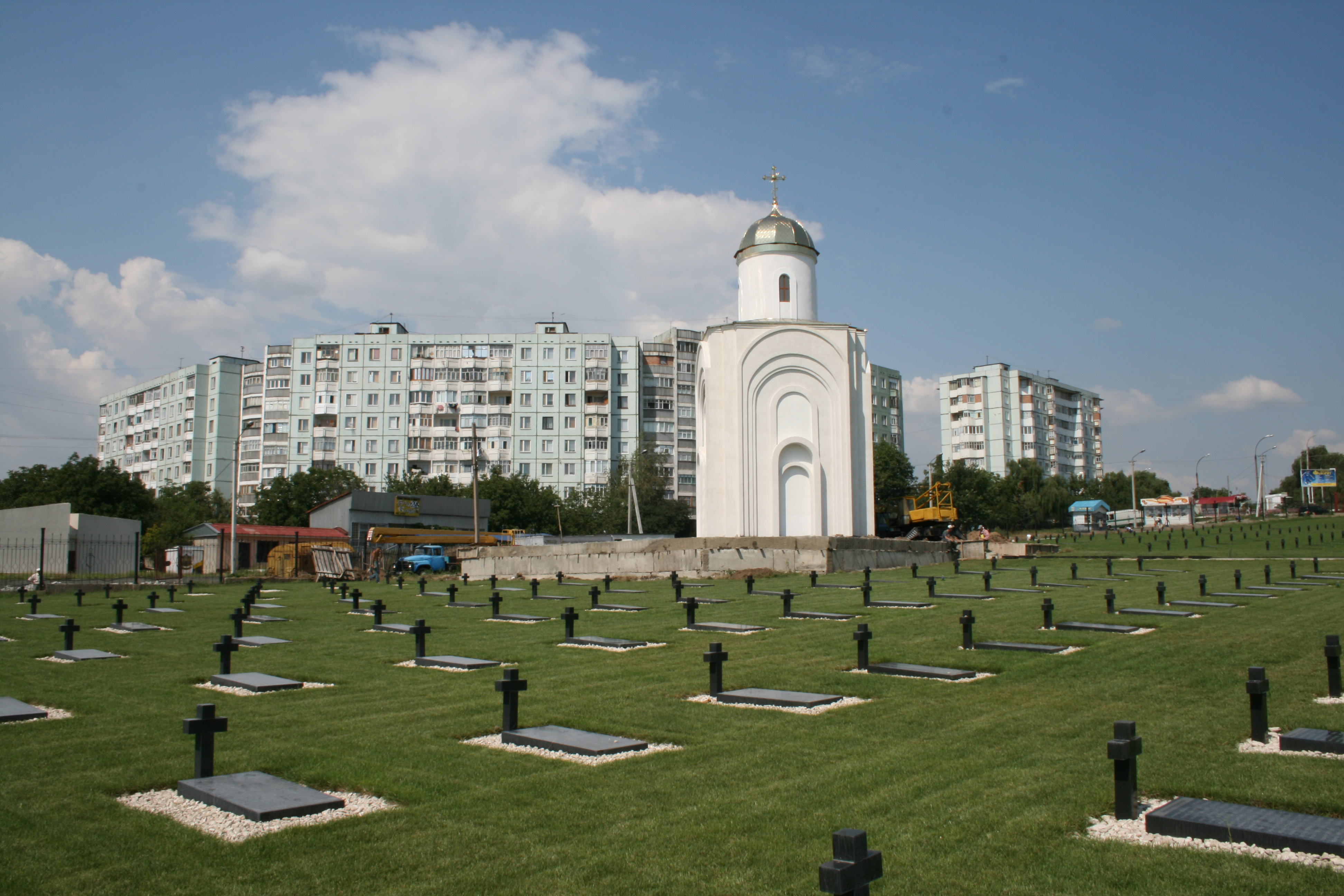
Cementiri a Bendery.

Bender o Bendery, també Tighina, és una ciutat de Moldàvia a la riba dreta del Dnièster, actualment part de la república de Transnístria. Forma una municipalitat junt amb les viles o llogarets de la rodalia, però la municipalitat sense la ciutat pertany a Moldàvia. Bender es troba a la zona desmilitaritzada establerta al final de la guerra de Transnístria. El control teòric el té la Comissió Conjunta de Control però l'administració la té Transnístria; Moldova i Transnístria tenen petits contingents policials a la ciutat. La seva població és de 97.000 habitants (2004) distribuïts en 25,5% romanesos, 42% russos, 17,5% ucraïnesos i 15% altres.

## Nom de la ciutat
Apareix esmentada per primer cop el 1408 com a Тягянакача (Tyagyanakacha) en un document antic eslau; en documents romanesos apareix com a Tighina i en els turcs com a Bender (el primer document una moneda de Mengli Giray datada el 1499/1500). Bender fou el nom que va portar sota el domini otomà que va durar del 1538 al 1812, i també sota Rússia (1812-1828 com a Tighina, 1828-1917 com a Bender). La ciutat com a Tighina feia part del principat de Moldàvia. Va portar el nom de Tighina del 1917 al 1944 recuperant el de Bender durant l'administració soviètica (1940-1941). Sota la Unió Soviètica fou part de la República Socialista Soviètica Moldava i portava el nom de Бендер (Bender) en moldau i el de Бендéры (Bendery) en rus. El 1991 el nom de Bender fou declarat oficial. Transnístria l'anomena Бендер/Bender, Бендéры/Bendery, i Бендéри/Bendery en moldau, rus i ucraïnès.

## Història
Pertanyia als tàrtars però vers el 1400 va quedar en mans del principat de Moldàvia. És esmentada per primer cop en una concessió comercial als mercaders de Lviv feta pel voivoda Alexandre el 1408. Era el principal lloc fronterer amb els tàrtars de Crimea. Els tàrtars van tractar de recuperar-la i Ulug Muhammad la va atacar el 1428 i Iminek Mirza el 1476.

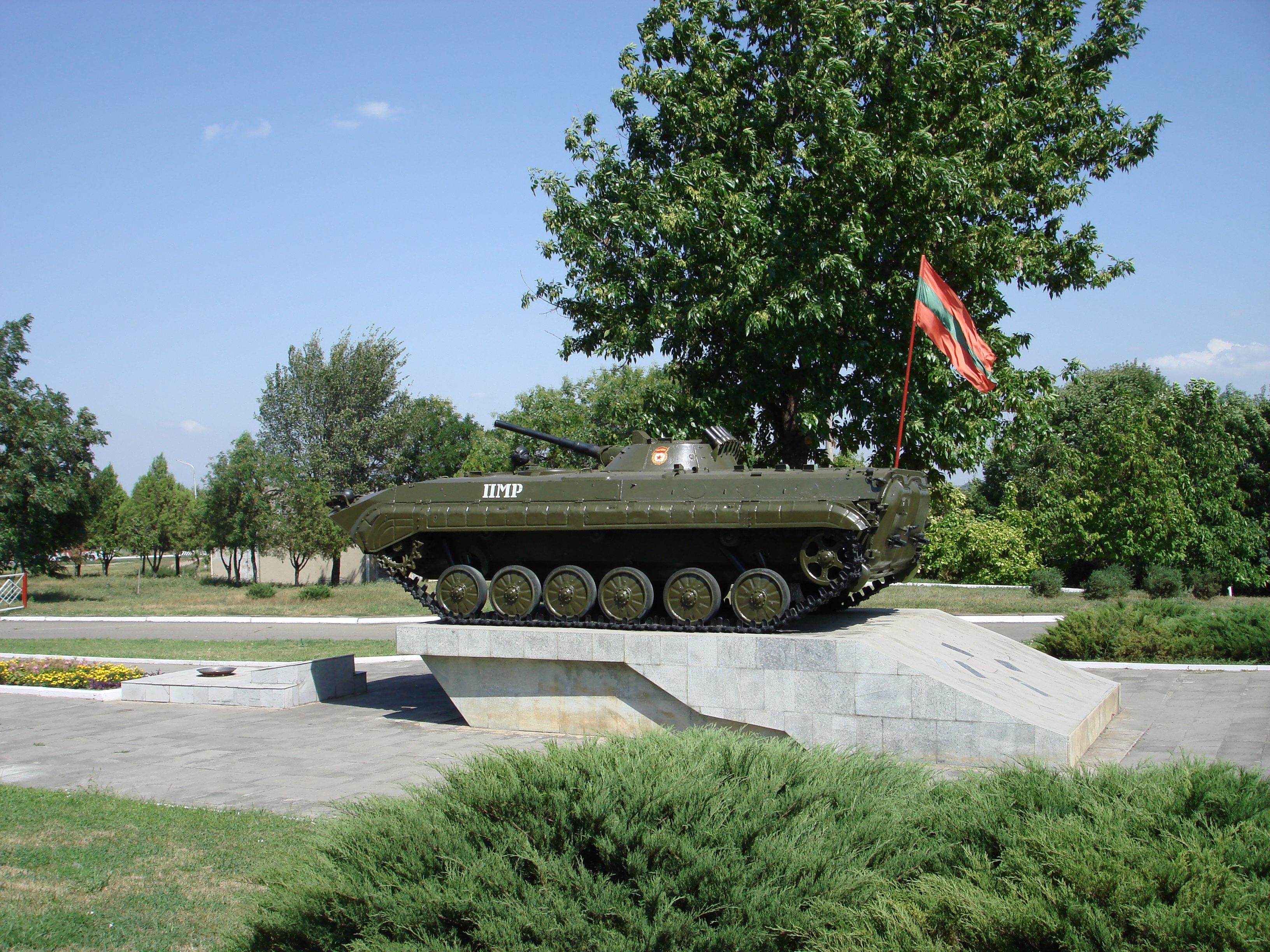
Monument

El 1484 fou ocupada (junt amb Kavshan i Tombasar) pels tàrtars de Crimea amb l'ajut dels otomans. El nom de Bender derivava del persa Bandar, que vol dir port. Es va reconstruir la fortalesa sota supervisió de l'arquitecte Koji Mimar Sinan. El 1538 Solimà el Magnífic va envair Moldàvia i va formar el sandjak de Ak Kirman (Akkerman) amb la incorporació de la Bessaràbia meridional i va fer construir una nova fortalesa. Vers el 1570 fou seu d'un sandjak que després fou unit a l'eyalat d'Özi quan es va formar. El cadi de Bender controlava 40 nahiyeler (districtes). El 1709 Carles XII de Suècia s'hi va refugiar (3 d'agost de 1709) després de ser derrotat en la batalla de Poltava i va combatre contra el hetman cosac Ivan Mazepa i contra els turcs que el volien com a ostatge. Va sortir de la ciutat el 17 de febrer de 1713. El 1768 fou refugi de Potocki.
Va ser ocupada pels russos durant les guerres amb Turquia el 1770, el 1789 i el 8 de novembre de 1806. Finalment el Tractat de Bucarest els va adjudicar el 29 de maig de 1812 junt amb Bessaràbia. Fou part del govern d'aquesta regió fins al 1917. Després va ser part de la República Democràtica Moldava (1917-1918) i de Romania (1918-1940 i 1941-1944). El 28 de juny de 1940, per l'acord amb Alemanya, Bessaràbia i nord de Bukovina van passar a la Unió Soviètica després d'un ultimàtum. El juliol de 1941 els romanesos la van recuperar; les forces soviètiques van entrar altre cop a la ciutat l'agost de 1944. Durant l'administració soviètica fou una de les quatre ciutats de la república amb administració separada no incloses en cap districte. El 1992 fou un dels principals teatres de combats entre els nacionalistes russos i moldaus. Al final fou posada sota la Comissió de Control Conjunta de la zona desmilitaritzada, però l'administració de la ciutat va quedar en mans de Transnístria i la de la rodalia incloent Varniţa (al nord) de Moldava.

## Persones il·lustres

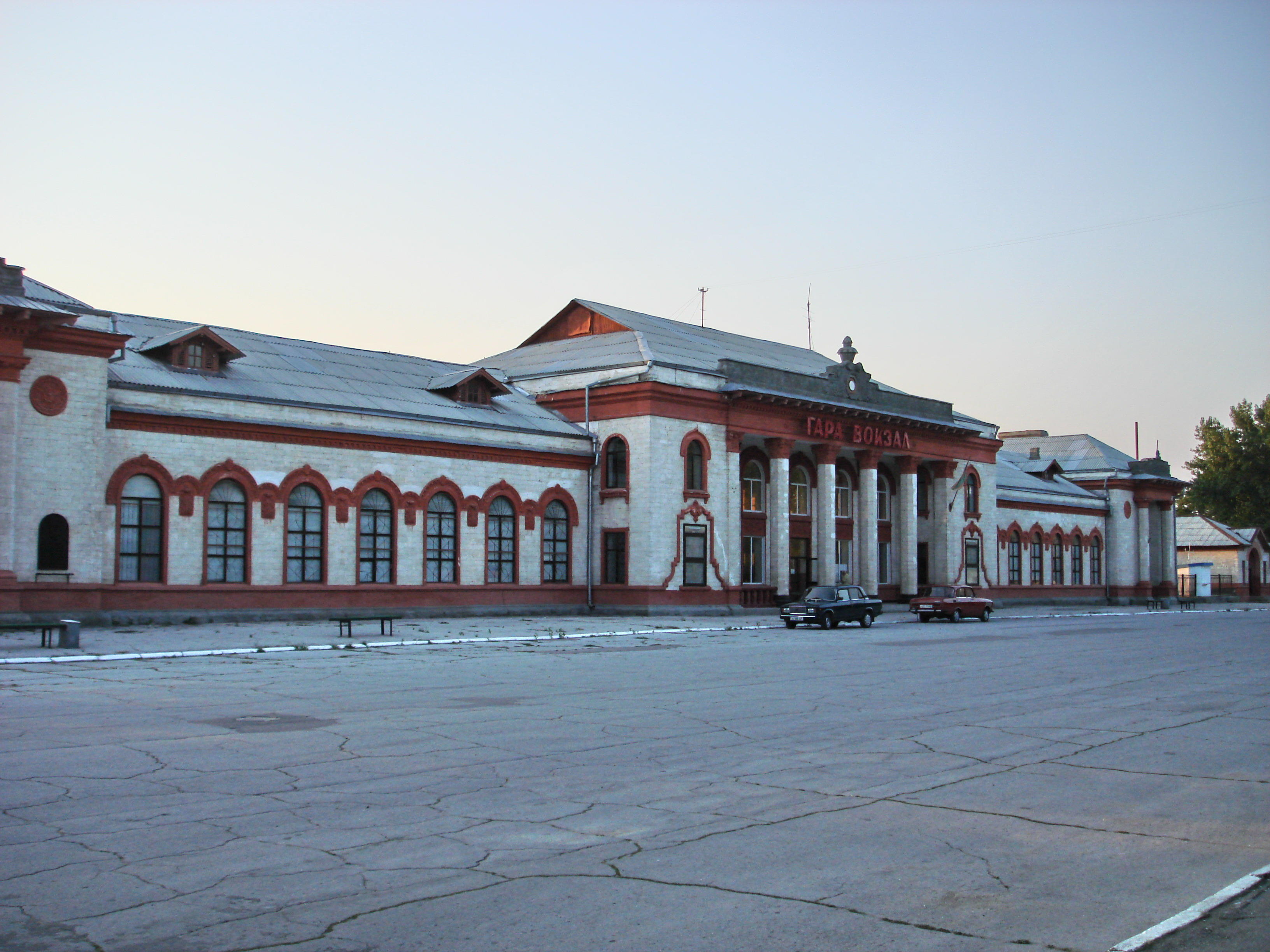
Estació de trens de Bender

- Benderli Ali Paşa, gran visir otomà.
- Benderli Mehmed Selim Sırrı Paşa, gran visir otomà.
- Lev Simiònovitx Berg (ucraïnès: Лев Семе́нович Берг). (1876–1950), zoòleg i geògraf jueu soviètic.
- Tamara Buciuceanu, actriu romanesa.
- Emil Constantinescu, president de Romania.
- Iuliu Filippovitch Edlis, escriptor i dramaturg.
- Ievgenii Konstantínovitx Fiódorov (rus: Евге́ний Константи́нович Фёдоров. Bendery, Imperi Rus, 1910 - URSS, 1981), geofísic soviètic d'origen rus.
- Maurice Raizman, mestre d'escacs jueu francès.
- Jerzy Neyman (1894-1981), analista d'estadística polonès i nord-americà.
- Michael Postan, economista i historiador britànic.
- Anna Pavlovna Tanskaia, cantant.
- Constantin Andronic, artista.
- Nicolai Lilin, escriptor.

## Esport
L'equip de futbol més important de Bender és el FC Tighina, fundat l'any 1950 i que també s'havia anomenat Dinamo Bender.